# Belfast International Airport

i7
i11
i13
Der Belfast International Airport (auch Aldergrove Airport, IATA-Code: BFS, ICAO-Code: EGAA) ist vor dem Belfast City Airport der größere der beiden internationalen Verkehrsflughäfen der nordirischen Hauptstadt Belfast.  Die Streitkräfte des Vereinigten Königreichs nutzen den Flughafen als Militärflugplatz und führen ihn unter dem Namen Joint Helicopter Command Flying Station Aldergrove, kurz JHC Flying Station Aldergrove.

## Geschichte
Im November 1917 wurde das Aldergrove Aerodrome zum Ausbildungsflugplatz des Royal Flying Corps während des Ersten Weltkrieges. Im Mai 1925 wurde der Flughafen Standort der Special Reserve-Einheit 502. Am 31. Mai 1931 landete hier der erste Zivilflug nach Nordirland von Glasgow. Am 28. Oktober 1963 wurde der Flughafen nach dem Zweiten Weltkrieg wieder eröffnet und die Terminals durch die englische Königinmutter eingeweiht.

## Lage und Verkehrsanbindung
Der Belfast International Airport liegt etwa 25 km westlich der Innenstadt von Belfast. Die Linie 300 von Ulsterbus verkehrt je nach Tageszeit alle 20–60 Minuten ab der Station Europe Central Station in etwa 40 Minuten zum Flughafen.

## Militärische Nutzung
Nach Abzug der Royal Air Force (RAF) von dem bis dato als Royal Air Force Station Aldergrove (kurz RAF Aldergrove) bekannten Stützpunkt im September 2009 waren bis März 2019 nurmehr Maschinen des Army Air Corps (AAC) hier stationiert, die das 5. Regiment bilden. Die Flächenflugzeuge der Typen Defender und Islander wurden Ende Juni 2021 außer Dienst gestellt. Das AAC betreibt hier seither nurmehr eine Staffel Gazelle-Hubschrauber.

## Zivile Nutzung

### Fluggesellschaften und Ziele
Der Belfast International Airport wird 2016 aus deutschsprachigen Ländern nur von Berlin-Schönefeld aus angeflogen.
Belfast International verfügt über Verbindungen zu Zielen innerhalb Großbritanniens sowie zu einigen wenigen europäischen Städte- und zahlreichen saisonalen Urlaubsdestinationen, besonders am Mittelmeer. Bedient werden beispielsweise Edinburgh, Antalya, Lanzarote und Ibiza. Den derzeit einzigen Langstreckenflug bietet United Airlines nach Newark an.

### Fracht
Der Belfast International Airport ist einer der wichtigsten regionalen Luftfrachtflughäfen in Großbritannien und Nordirland mit einem Umschlag von 50.000 Tonnen Luftfracht im Jahre 2004. Aufgrund Nordirlands geographischer Isolation von Großbritannien und dem europäischen Kontinent sind überlegene Luftfrachtdienstleistungen lebenswichtig. Der Belfast International Airport ist so u. a. Umschlagplatz für den täglichen Postflugverkehr der Royal Mail.

## Sonstiges
Aldergrove ist inzwischen die einzig verbliebene Flying Station der britischen Streitkräfte in Nordirland.

### RAF Ballykelly
Circa 75 km nordwestlich von Aldergrove befand sich früher die RAF Station Ballykelly. Diese existierte von 1941 bis 1971, als die letzten Avro Shackleton Seefernaufklärer den Platz verließen. Die Einrichtung wurde fortan unter dem Namen Shackleton Barracks bis ins Jahr 2008 durch die British Army genutzt. In diesen Jahren wurde Ballykelly weiterhin als Tankzwischenstopp der in RAF Aldergrove stationierten Helikopter und Verbindungsflugzeuge der Army genutzt.

## Zwischenfälle
- Am 27. Dezember 1961 kam eine Handley Page Hastings C.1 der Royal Air Force (Luftfahrzeugkennzeichen TG624) beim Start vom Flughafen Belfast Aldergrove von der Startbahn ab. Es geriet dennoch in die Luft. Dabei kam es zum Strömungsabriss und zu einer Bruchlandung, wobei es zerstört wurde. Über Personenschäden liegen keine Informationen vor, jedoch gab es keine Todesfälle.[6]

- Am 17. April 1982 brach an einer Armstrong Whitworth Argosy 102 der britischen Air Bridge Carriers (G-APRN) bei der Landung auf dem Flughafen Belfast International das rechte Hauptfahrwerk zusammen. Grund war ein technischer Defekt. Das Flugzeug wurde irreparabel beschädigt. Beide Piloten, die einzigen Insassen auf dem Frachtflug, überlebten den Unfall.[7]

- Am 24. März 1996 vergaßen die Piloten einer Vickers Viscount 808C der British World Airlines (G-OPFE) auf einem nächtlichen Trainingsflug am Flughafen Belfast International (Aldergrove), vor der Landung das Fahrwerk auszufahren. Das unvermeidliche Resultat war eine Bauchlandung, bei der das Flugzeug irreparabel beschädigt wurde. Beide Piloten, die einzigen Insassen, überlebten unverletzt.[8]